# 高顕県
高顕県（こうけん-けん）は中華人民共和国遼寧省にかつて存在した県。現在の鉄嶺県一帯に相当する。
前漢により設置され、晋代に廃止された。